# 관점주의
관점주의 (영어: Perspectivism )는 조망주의라고도 불리며 프리드리히 니체에 의해 제시된 개념이다.  관점주의는 한마디로 이 세상에 보편적, 객관적, 절대적 진리란 존재하지 않는다는 주장이다.  세상의 모든 현상은 끊임없이 꿈틀거리며 변화하고 움직인다(생성의 세계). 하지만 사람들은 이처럼 변화무쌍한 ‘생성의 세계’를 - 스냅샷 사진을 찍듯 - 고정시키고 포착하여 마치 변화하지 않는 것처럼 가공해 낸다. 이른바 ‘인식’이라는 행위이다. 따라서 사람들이 어떤 현상을 인식하고 해석하여 갖고 있는 생각, 즉 관점은 필연적으로 진실(생성의 세계)의 일부만을 반영할 뿐 절대적 진리일 수 없다는 것이다.

## 니체의 관점주의
니체는 관점주의가 단순히 변화하는 생성의 세계를 불완전하게 해석하는 문제를 지적하고 그치지 않았다.  오히려 이와 같은 불완전한 해석을 지속적이고도 적극적으로 행하는 것이야말로 나의 존재와 삶을 사랑하는 태도라고 주장한다.  기존의 해석에 안주하고 다른 관점을 제시하지 못하는 존재는 '힘에의 의지'에 충실하지 못한 것이며, 우리의 삶이 지식 아래에 종속되는 노예와 같은 존재라는 것이다.

## 호세 오르테가 이 가세트
돈 키호테 안에 조망주의에 대한 이야기가 나오는 데 그것을 이론으로 정립한 사람이 호세 오르테가 이 가세트이다.

## 같이 보기
- 통섭
- 절충주의
- 상호주관성
- 메타철학
- 윤리 허무주의
- 관점
- 리좀
- 관점 이론